# منظمة الديمقراطية والعمل
منظمة الديمقراطية والعمل (بالفرنسية: Organisation pour la démocratie et le travail)‏ هو حزب سياسي في بوركينا فاسو. دعم الحزب حكومة بليز كومباوري. اعتبارًا من عام 2013، كان مويس سوادوغو رئيسًا للحزب. وشعار الحزب «ديمقراطية - عمل - عدالة».
تم تسجيل الحزب لدى سلطات بوركينا فاسو لأول مرة في 14 أبريل 2003. تم إعادة تسجيله في عامي 2007 و2011.
وخاض الحزب الانتخابات لأول مرة في عام 2006، حيث قدم مرشحين في صناديق الاقتراع المحلية. تم انتخاب 17 عضو في المجالس البلدية.
فاز الحزب بمقعد واحد في الانتخابات التشريعية لعام 2012. تم انتخاب الأمين العام للحزب ديودونيه ساوادوغو من مقاطعة بام. وحصلت القائمة الإقليمية للحزب على 12,813 صوتا. وحصلت القائمة الوطنية للحزب على 62,479 صوتا (2.07٪). كما خاض الحزب الانتخابات البلدية لعام 2012، حيث قدم مرشحين في 20 بلدية. حصل الحزب على 46 مقعدا. فاز الحزب بمنصب عمدة غيباري.
في أغسطس - سبتمبر 2013 تعرض الحزب لأزمة داخلية. في 31 أغسطس 2013، نظم ديودونيه سوادوغو مؤتمراً استثنائياً للحزب في كونغوسي، أعلن خلعه مويس سوادوغو وعين محمدو سوادوغو رئيساً جديداً للحزب. رداً على ذلك، في سبتمبر 2013، أعلن مويس سوادوغو طرد ديودونيه سوادوغو وثمانية أعضاء آخرين في الحزب، بحجة «الخيانة العظمى» للحزب.